# 나카지마 J9Y 깃카

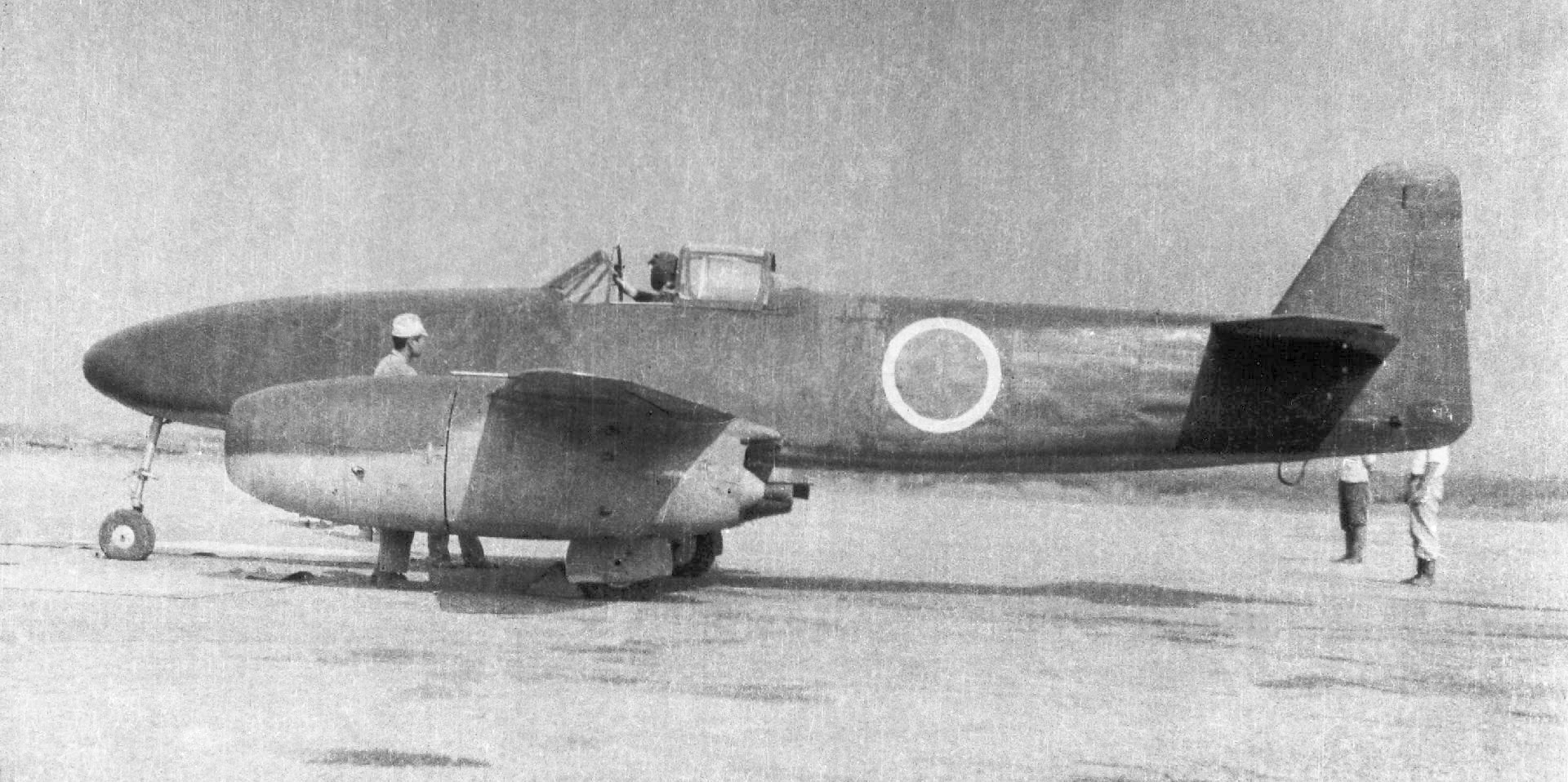
나카지마 J9Y 깃카

나카지마 J9Y 깃카(일본어: 中島 橘花)는 제2차 세계 대전 시기에 활동한 일본 최초의 제트기이다. 깃카는 일본어로 "귤꽃"이라는 뜻이다.

## 개발 배경
군용 시제기지만 어쨌든 일본 최초의 제트기였던 나카지마 J9Y 깃카(中島 J9Y 橘花)의 개발은 해군공기창(海軍空技廠)의 수장인 와다 미사오(和田操 : 1889~1981) 중장과 훗날 치바 공대 교수로 임용된 나카구치 히로시(中口博) 기술대위의 감독 아래 마츠무라 켄이치(松村健一) 기사를 개발주임으로 삼아 여기에 J5N 텐라이(中島 J5N 天雷)를 만들어낸 오오노 카즈오(大野和男 : 1909~1983) 같은 엔지니어들이 협력하고 설계가 시작됐다. 스탭들에게는 마루텐(マルテン : 10호)이라고 불린 원형기의 테스트 파일럿은 다카오카 스스무(高岡迪 : 1912~1999) 해군소좌가 맡았다.
일본 해군이 말레이 반도를 비롯한 남방 전선의 제해권을 잃고 있던 1944년(쇼와 19년) 8월, 원유와 자원을 본토에 들여오기 어렵게 된 일본은 고공을 날기 위한 과급기를 갖춘 고출력 엔진을 생산할 길이 막혔고, 연료 사정도 악화됐다. 이에 해군은 고옥탄 휘발유가 아닌 저질 연료로도 작동하고 왕복 엔진 같은 복잡한 부품이 없어 구조가 간단한 분진 기관(噴進機関), 즉 제트 엔진을 갖춘 육상 공격기를 "황국 2호병기(皇国二号兵器)"란 가칭 아래 25일부터 나카지마 비행기(中島飛行機)를 지목하여 개발 지시를 내렸다. 그때까지 일본에서는 독일, 영국, 이탈리아의 뒤를 이어 제트 엔진의 독자 개발을 진행하곤 있었으나, 아직 실용 단계에는 이르지 못한 네-10(ネ10)과 네-12카이(ネ10改 / 추력 230kg) 다음으로 네-12(ネ12 / 추력 300kg), 그리고 그것을 네-12B(ネ12B)로 개량하는 등 어느 정도 경험을 쌓아가고 있었다.
구상 초기 원안은 크게 3종류 초안이 나왔는데, 그중 1안은 동체 위아래로 엔진을 배치하는 형태였고 2안은 엔진을 동체 측면에 매립시키는 방식, 그리고 마지막이 독일이 개발한 최초의 실용 제트 전투기 메서슈밋 Me 262와 마찬가지로, 주익 밑에 엔진을 매다는 현가 방식이었다. 훗날 2안이 가장 진보된 방식이라는 것이 밝혀졌으나 이때까지만 해도 제트기 개발 경험이 없던 시기여서 제작 공정이 간편하고 유지 관리도 쉬울 것으로 예상되는 제3방안이 채택되었다. 여기에는 생산 및 유지비 절감도 고려되었으나 실은 새로 탑재될 엔진이 개량되면 순차적으로 엔진을 교체하여 추력을 높이려는 기술적인 문제도 있었다고 한다.

## 독일에서 입수한 설계도
마침, 그 무렵 일본과 독일을 오가며 연락 임무를 수행하던 견독 잠수함 작전을 통해 독일에 주재하는 일본군 장교와 기술자가 Me 262에 관한 기술 자료를 입수하는 댓가로 일본이 개발한 초계정용 디젤 엔진의 시제품과 기술자료를 넘겨주는 합의가 성사되었고, 당시 독일이 점령하고 있던 프랑스의 툴롱 군항을 통해 잠수함으로 제트 전투기의 설계도를 옮겼다. 이 임무에 이용된 잠수함은 일본과 독일 각각 1척 뿐이었으며 독일 잠수함은 1944년 말경 일본 점령하의 인도네시아 발릭파판에 입항해 일본측 해군장교와 자료를 교환했다. 이후 일본의 I-29 잠수함(伊号第二十九潜水艦)은 바시 해협에서 미 해군 잠수함 소우피쉬(SS-276 USS Sawfish)의 공격을 받아 침몰하고 말았다. 불행 중 다행으로 항구에 가까운 근해에 가라앉았던 덕분에 잠수부들을 풀어 독일이 보내준 무기와 설계도면의 일부를 인양할 수 있었지만 그 대부분이 판독이 불가능할 정도로 훼손된데다 분실된 부분이 많아 실제로 깃카의 설계작업은 싱가포르에서 자료 일부를 챙겨 영식 수송기(零式輸送機)로 갈아타고 귀국한 이와야 에이이치(巌谷英一 : 1903~1959) 중좌가 가져온 일부의 자료를 제외하면 제일 중요한 동체와 엔진 나셀 같은 부분의 설계도는 빠져있었다. 그 결과 일본 기술진들은 대부분의 작업을 기초 도면을 참고해서 진행할 수 밖에 없었다.
해군공기창에서 1938년부터 제트 엔진을 연구해오고 있던 타네가시마 토키히사(種子島時休 : 1902~1987) 기술대좌는 이와야 중좌가 가져온 슈발베의 사진을 보자마자 회심의 미소를 지었다고 한다.
"단 한장의 사진만으로 충분했다. 창장실에서 독일 제트기의 사진을 본 순간에 모두들 고개를 끄덕였다. 원리와 구조는 우리의 지금까지 연구해온 것과 마찬가지였다. 다만 원심식 팬 대신 축류식 압축기를 사용해서 회전수가 느린 터빈으로 편하게 작동하도록 설계한 점은 유니크했다. 연소실도 직류형으로 깔끔했다. 나는 그 사진을 맛있게 음미했다."
개발에 맞춰 깃카는 기관포 같은 고정 무장을 달지 않고 동체 밑에 500~800kg 대형 폭탄을 1발 싣고 육상기지에서 이륙해 적함에 대한 폭격을 가하는 용도로 계획되었다. 일설로는 3식 25번 8호 폭탄(三式25番8号爆弾) 또는 4식 50번 8호 폭탄(四式50番8号爆弾)이라는 물수제비 폭격이 가능한 폭탄(反跳爆弾)을 이용한 고속 수평 폭격 전술도 계획되었다고 한다. 그러나 아무래도 무장이 없어 불안해진 군부의 요청으로 2호기부터는 Me 262의 기수에 내장된 30mm MK108 기관포에 필적하는 5식 30mm 고정기총(五式30mm固定機銃一型乙)을 2문 장비하기로 했다. 장탄수도 Me 262의 360발에 비해 훨씬 적은 100발로 예정했는데 이와 같은 사양 변경은 이시가와하리마(石川島播磨重工業)가 개발하고 있던 네-20(ネ20 : 燃焼ロケット20)의 추력이 충분하지 얺다는 판단 탓이었다. 어쨌든 깃카는 신형 분진 기관을 갖추게 되면 무장을 갖춘 상태에서도 재래식 프로펠러 항공기는 추월할 만한 성능을 발휘할 것으로 해군의 기대를 모으고 있었다. 예상되는 스피드는 해면고도 335노트(620 km/h)에 6,000m 고도에서 365노트(676 km), 항속거리는 저공에서 200해리(370 km)와 고공에서 300해리(555 km)로 시산되고 있었다.

## 원형기 제작
깃카는 겉으로는 Me 262와 비슷하지만, 설계 초기에 장착할 예정이었던 네-12B 엔진의 추력이 약하기 때문에, 될수록 소형 경량으로 작게 만들 필요가 있어서 크기가 조금 작았다. 게다가 슈발베가 양력 중심을 맞추기 위해 주익에 후퇴각을 준 것과는 달리 사다리꼴의 테이퍼익을 채용하는 등, 분실된 도면과 해군의 요구사항을 고려하느라 실제로는 많은 부분이 달랐다. 물론 일본측은 그런 뒷사정에 방점을 찍고 깃카는 독자 설계나 다름 없다고 주장하기도 한다. 어쨌든 깃카는 슈발베의 복사판은 아니라고 평가할 정도의 다른 부분이 있는 것은 사실이다. 이를테면 비좁은 동굴이나 엄체호에 숨길 수 있도록 함재기처럼 외측 날개를 위쪽으로 접을 수 있었다. 착륙장치는 제트기에 알맞는 세발자전거식으로 개발 기간을 앞당기고 부품 조달이 쉽게끔 앞다리는 깅가 폭격기의 미륜을 가져오고 메인 기어는 영식 함전의 부품을 활용했다. 시제기에서는 개조할 시간이 없었기 때문에 브레이크도 그대로 썼는데 그것이 활주 테스트에서 오버런하는 원인이 되기도 했다. 주익 아래에 2기가 매달린 엔진은 낮은 추력을 보충하기 위해서 무장 상태에서 이륙하려면 화약을 점화되는 이륙용 부스터 2개를 익근부 아래에 장착해야만 했다.
또한 이 시기는 항공기의 필수 재료인 두랄루민 같은 경금속이 부족해서 해군항공본부는 신조 기체들에는 가능한 한 경합금을 아끼도록 하고 양철이나 망간강 같은 시중 산업 규격의 강판과 강재 같은 대체 소재를 권장하고 있었던 탓에 깃카도 이에 관한 고려가 있었다. 이런 자원 절약은 나카지마가 육군형 깃카로 개발하고 있던 카류(中島 キ201 火龍) 설계에도 응용되었다. 또 대량 생산에 적합하도록 공정 간소화와 생산 공수를 줄이도록 고안되어 영식함전의 2분의 1 생산공수만으로 제작할 수 있었다.
기체 제작은 군마현(群馬県)에 있는 나카지마 비행기의 고이즈미 제작소(小泉製作所) 3층에서 설계부 주임 마쓰야마 겐이치(松山健一) 기사의 지휘하에 이뤄졌지만 얼마 못가 보잉 B-29의 대규모 공습으로 공장은 패닉 상태에 빠졌다. 2월 10일 오타 지역에 공습 경보가 울리자, 곧 90대의 B-29가 몰려와 폭탄을 쏟아부었다. 표적은 육군기 공장이었던 오타 제작소(太田製作所)여서 고이즈미 제작소에는 피해가 없어서 깃카는 문제 없었다. 그 후에도 미 해군 함재기에 의한 공습은 산발적으로 계속되었고, 2월 25일에는 함재기 60대가 고이즈미 제작소를 노리고 대규모 폭격을 가해왔다. 개발진들은 방공호에 웅크린 채 급강하했다가 기총소사를 거듭하는 함재기 소음에 떨어야만 했다. 저녁에야 공습 경보가 해제되자 서둘러 조립 공장으로 달려갔더니 공장의 슬레이트 지붕은 폭풍으로 날아가버렸지만 다행히 기체는 무사했다.
그 후 해군은 개발 중이던 각 기체 개발팀을 부대로 나눠 사이운(彩雲) 부대는 타테바야시 중학교(館林中学校)로 소개시키고 렌잔(連山) 부대는 쿠마가이 여학교(熊谷女子校)에, 그리고 깃카 부대는 토치기현(栃木県)의 사노 중학교(佐野中学校)로 피난했다. 시제기는 미군의 추가 공습을 피하기 위해 공장에서 피난해, 도부 이세사키선(東武伊勢崎線) 기자키역(木崎駅) 부근에 있던 농가의 양잠 오두막으로 보내져 그 곳에 숨겨진 상태로 조립을 했다. 한가로운 전원 풍경에서 리벳을 박는 에어 해머의 소음이 울려퍼지고 있었다. 사노 중학교에 숙소를 차린 설계자들은 철모를 등에 메고 각반을 두른 복장으로 설계 자료가 담긴 노트를 넣은 주머니를 가슴 앞으로 두르고 허리에는 20인치 계산자를 차고 공습 경보를 틈타 출퇴근했다. 이렇게 진행된 1호기의 조립은 5월에는 구조강도 테스트를 할 단계가 되었다. 와다 중장과 18명의 관계자가 양잠 오두막에 모여 지켜보는 가운데 깃카의 날개는 무사히 테스트를 버텨냈다. 6월부터는 동체와 미익의 강도 시험이 시작됐다. 이 테스트는 피난해 있던 실험 부대원들의 손으로 순조롭게 진행되었다. 그리고 6월 29일에는 고이즈미 제작소로 돌려진 깃카 1호기는 완성 검사가 이루어졌다. 이미 고이즈미 제작소는 여러 차례의 공습에 의해 지붕은 날아가고 무너진 벽에는 기관총탄의 탄흔이 새겨져 있었다. 이제 시제기는 지상에서 엔진의 내구 시험을 통과한 뒤, 비행 시험을 하기 위해 기사라즈(木更津) 기지로 옮겨져 엔진과 기체가 조립되었다. 동력 의장 작업에는 야마다 다메지(山田為次) 기사가 주축이 되어 진행했다.
같은 시기, 미국에서는 1942년부터 에어라코멧(Bell P-59 Airacomet)을 날리기 시작하여 실용 제트 전투기 단계에 들어간 록히드 P-80A의 부대 배치가 시작되었고 월간 생산량 30대가 만들어지고 있었으나 아직 실전 투입은 진행되지 않은 상황이었다. 반면 연합국의 일원 영국은 1944년 7월부터 글로스터 미티어(Gloster Meteor)를 실전 배치해서 이미 해협 초계와  유럽 본토에서 날아드는 V-1 비행폭탄을 요격하고 있었다.

## 첫 비행
1944년 8월 7일, 깃카 1호기는 연료가 모자라 송근유(松根油)를 섞은 등유를 16분 분량만 실어 최대한 무게를 줄인 상태로 비행을 시도하여 12분 비행에 성공했다. 그것은 일본에서 처음으로 제트기가 하늘을 나는 순간이었지만, 공식 비행이 아닌 탓에 그 광경을 지켜보는 기자도, 군부의 장교들이나 고위 관리들도 없었다. 이 때 1호기에는 원래 생산기에 갖춰지기로 했던 이륙용 보조 로켓과 안테나, 노즈기어 커버가 설치되지 않고 바퀴를 내린 채 비행했다.
사흘 뒤인 10일에 육해군 간부단이 시찰하러 오는 가운데, 연료를 가득 싣고 2차 비행이 예정되었지만, 구경하러 왔던 높으신 분들은 갑자기 공습 경보가 울려 대피하고 기체는 황급히 위장시키는 소동이 일어나 취소되었다. 다음날인 11일은 날씨가 나빠 할 수 없어 결국 비행은 12일에애 다시 시작된다. 그러나 깃카는 이때 이륙하던 중 활주로를 지나쳐 풀밭에서 구르며 멈춰섰고, 착륙장치를 비롯한 일부가 파손되었다. 개발진들이 한여름의 구슬땀을 흘리며 깃카를 수리하고 있던 도중에 천황의 항복을 알리는 방송이 울려퍼졌다. 이륙이 실패한 원인은 보조로켓이 연소를 멎으며 가속이 줄어들자 조종사인 다카오카 소좌가 엔진 고장으로 착각하고 즉시 이륙을 중지하려 했으나 제동력이 부족해 세우지 못하고 활주로 끝 모래사장으로 튀어나와 다리가 부러진 것이었다. 기체는 그 상태 그대로 3일 후에 패전을 맞이했다.

## 생산 계획과 준비
이런 깃카지만, 패전 직전에는 수십 대가 생산 상태에 들어가 있었다. 그 중 몇 대는 거의 완성되었으나 실제로 일본이 항복하던 순간 비행 가능한 상태로 준비된 기체는 시제기를 포함해 단 2대 뿐이었다. 완성된 2대의 깃카는 패전 직후 울분과 허탈감을 참지 못한 공장 인부들에 의해 조종석이 파괴됐지만, 미군이 기지를 접수한 뒤 연구 목적으로 원상 복구를 명령받았다.
깃카는 종종 일본 최초의 제트 전투기라고 말해지고 있으나, 실제로는 폭탄을 주무장으로 삼고 대함 공격을 목적으로 설계된 공격기였다. 처음부터 유인 자폭 공격기로 고안된 오오카(MXY-7 桜花)처럼 특공 전용으로 설계된 특별공격기는 아니었지만 그 무렵 해군이 특공기에 붙여주는 꽃 이름이 붙여졌다는 점과 당시 날기만 하면 죄다 특공 임무에 보내려던 전황을 감안하면 어차피 특공기로 이용되었을 것이라는 의견도 설득력이 있다. 육군의 간이 공격기인 츠루기(剣)가 바로 그런 경우였다. 게다가 해군 입장에서는 비싸고 복잡한 생산 과정이 필요한 레시프로 엔진을 특공기에 써버리는 것보다는 최대한 살려 보토 방공용 요격기에 이용하는 것이 합리적이라고 판단했기 때문에 기술적인 문제만 극복하고 양산 궤도에 올랐다면 제트기야말로 특공기에 알맞는 기종이라는 의견이 실제로 제기되고 있었다는 증언도 있다.
그러나 당시 해군항공기술창에서 깃카의 개발에 참여하고 있던 가쿠 노부오(角信朗) 대위가 종전 후에 증언한 일본 해군의 항공기술 개발의 후일담 중에서 특공기 깃카라고 분명히 표기한 사례가 나타내듯이 이 쌍발 제트기는 전투기로 충분히 쓸 수 있는 제트 엔진을 갖췄으나 특공기로서 밖에 생산도 할 수 없었고, 파일럿 양성도 할 수 없다고 하는 비정상인 상황에 직면하고 있었다. 물론 이것도 하나의 의견이자 주장이며, 깃카에 실린 네-20 엔진을 개발에 참가했던 와타나베 스스무(渡辺進)는 "깃카는 몸통 박치기 따위에 쓰려고 만든 특공기가 아니고, 처음부터 귀환을 전제로 설계된 공격기였다"라고 말하고 있어 이 기종이 가미카제 용도는 아니었다는 것을 시사하고 있다.

## 제724해군항공대
일본 해군은 생산된 깃카를 전용 부대에 따로 배치하여 관리할 예정이었다. 그리하여 새롭게 편성된 것이 제724해군항공대(第七二四海軍航空隊)였다. 1945년 7월 1일, 이토 스케미츠(伊東祐満) 대좌가 사령관에 임명되고 비행장 직무는 타다 아쓰지(多田篤次) 소좌에게 맡겨졌다. 기지는 칸노이케 비행장(神ノ池飛行場)으로 지정된 724공에는 깃카 16대와 99식 함상폭격기(九九式艦上爆撃機) 24대와 훈련기 12대로 할당되었다. 7월 15일에 훈련을 위해 미자와 비행장(三沢飛行場)으로 옮겨간 대원들은 8월 1일부터 함폭으로 비행 훈련을 시작했다. 부대원으로 선발된 인력은 6월 말에 해산한 미자와 해군항공대(三沢海軍航空隊)에서 아직 비행 훈련을 받지 않은 예과련 14기 생도 100명과 16기 200명이었다. 이들은 이제 막 기초 군사훈련을 받았을 뿐 실제로 비행 훈련이 동결된 뒤에 입대한 소년들 뿐이어서 재래식 함폭조차 제대로 날리지 못하는 상황이었다. 따라서 11월부터는 미우라 반도로 전개하는 것을 목표로 불과 3개월간의 특훈에 들어가게 됐다. 제트 엔진을 단 깃카는 항속거리가 극히 짧기 때문에, 724공 대원들은 적 기지에 강행 착륙한 뒤 백병전까지 하는 상황을 고려해서 육전 훈련도 요구되었다. 그러나 훈련 시작 불과 보름 만에 종전을 맞았기 때문에 그 모든 쓸모 없는 훈련은 끝나게 된다.

## 일본의 제트 항공기 계획
물론 일본은 모처럼 손에 들어올 제트 엔진을 깃카 외에도 적극 이용하려고 했다. 시제 정찰기 케이운(R2Y 景雲)에 계획하고 있던 네330(ネ330)을 장착한 제트 공격기 케이운 카이(景雲改)와 공기창에서 만들고 있던 네30(ネ30)을 탑재한 육상 폭격기 텐가(天河), 또 육군이 계획한 네130(ネ130) 혹은 네230(ネ230) 엔진을 갖출 전투기 카류도 있었지만, 이것들도 모두 설계 단계에서 종전을 맞이했다. 또, 시제기를 시험하고 있던 국지 전투기 신덴(震電)에도 네130을 장비시킨 제트화 계획도 잘 알려진 이야기다. 게다가 로켓을 추진기로 이용해 체공시간이 짧았던 특공기 오오카에도 네20으로 제트화시킨 오오카 33형(桜花 三三型)과 43형 갑(四三型甲), 43형 을(四三型乙) 계획도 세워지고 있었다. 오오카 같은 경우는 개발 초기부터 로켓의 짧은 연소시간을 의식해서 당시 연구되고 있던 모터제트 엔진인 츠11(ツ11)을 장비한 오오카 22형(桜花 二二型)과 추카(MXY-9 秋花)를 생산하려고 했던 기록이 남아있다. 그 밖에도 펄스제트 엔진인 카10(カ10)를 탑재하는 마이카(梅花)와 개념을 연구하고 있던 램제트 엔진인 카야바 1형(萱場一型)을 탑재하는 시안인 카츠오도리(かつをどり) 계획이 있었다.

## 현존 유물
미국의 국립 스미스소니언 항공우주 박물관에는 복원된 깃카가 2016년부터 전시되고 있지만, 이 기체가 종전 후에 미군이 발견된 시제기 2대 중에 하나인지, 혹은 23대의 생산기 중에서 조립이 마무리되어 가던 것인지는 아직 밝혀지지 않았다. 미 해군의 기록에 따르면 1949년 2월 18일 파툭센리버 해군항공 박물관에 전시되었다가 1960년 9월 2일 노포크에서 메릴랜드주에 있는 폴 E. 거버 항공기 복원소로로 옮겨졌다고 한다. 그 후 박물관의 스탭들의 손에 의해 1961년 3월 13일에 깃카를 컬렉션에 올려 복원을 해서, 지금은 버지니아주 샹틸리에 있는 스티븐 F. 유드버 하지 센터의 보잉 격납고에서 공개되고 있다. 이 박물관에서는 깃카의 성능을 가미카제를 의미하는 "One-way suicide mission"을 베이스로 추정하고 있다.
그 밖에 폴 E. 거버 복원소에 1대의 깃카가 전방과 후방 동체, 조종석, 주익이 분해된 상태로 보관되어 있다. 전방 동체에는 붉은색 페인트로 2라고 적혀 있는데, 전후 노획되어 미국 본토에 들여온 2호기에 같은 숫자가 그려져 있었다. 하지만 그 마킹은 다시 그려진 것일 수도 있어 2호기라고 단정을 내릴 수는 없다.
깃카에 실렸던 네20 엔진은 현재 3대만이 현존하고 있으며 그 중 2대는 미국에 있다. 그 엔진은 패전 직전에 고이즈미 제작소에서 만들어져 2호기에 탑재되었다. 항복 이후 열도에 진주한 미군에게 노획되어 미국 본토의 파툭센리버 해군 기지로 옮겨졌다. 나중에 샌디에이고 해군기지를 거쳐 현재의 폴 E. 거버 시설에서 보관된 상태이다. 스미소니언은 2003년까지 별관을 신설되는 계획을 추진하고 있었기 때문에 창고에 잠들어 있는 옛 엔진도 전시에 대비해 새 대차로 교체하는 작업이 1997년부터 시작됐다. 그런 가운데 네20도 수십 년 만에 창고 밖으로 꺼내져 조사가 시작됐다. 조사 결과 1대의 네20 엔진의 앞프레임에는 빨간 페인트로 2라고 적혀 있었다. 흥미롭게도 고이즈미 제작소에서 원형 2호기를 찍은 사진에는, 완전히 같은 위치, 형태로 「2」라고 쓰여져 있었다. 이것으로부터 보관되어 있던 엔진은 2호기에 실렸던 신품 엔진이었던 것이 판명되었다. 점검 후 세척된 이 엔진은 현재 융커스 유모 004 옆에 전시되어 있다.
나머지 1대의 엔진은 일본에 남아있다. 이 엔진은 해방 후 미 해군에 노획되어 미국 본토로 옮겨졌다가 1945년 가을부터 크라이슬러에서 미 해군과 계약으로 XT-36-D2 터보프롭 엔진의 개발에 착수했지만, 개스터빈의 기술 참고용으로 해군으로부터 2대의 네20을 임대받았다. 압축기와 터빈 및 2대 엔진의 나머지 부품 행방은 묘연한데 그 부품들은 시험 운전 도중 부서져 스크랩됐을 가능성이 높다. 기록된 운전시간은 11시간 46분이었다. 당시 보고서를 쓴 크라이슬러 엔지니어는 "네20은 상세 설계부터 부품 제작까지 그 모든 제약에 묶인 상태에서 단시간에 걸쳐 설계 변경과 개량을 거쳐 첫 비행까지 불과 7.5개월만에 달성한 것은 자랑할 만한 일"이라고 평가했다.
크라이슬러 시험 후에는 노스롭 공대의 교보재 창고에 보관되었다. 1961년에 후나즈 요시유키(舟津良行) 씨가 같은 대학에서 제트 엔진 정비 연수를 받을 때 교재 창고 한 구석에서 네20을 발견해, 돌리와 조작 패널을 제작해 교정에서 엔진을 시험했다. 1973년 10월에 항공자위대의 이루마 기지(入間基地)에서 국제 항공우주쇼를 계기로 네20을 일본에 전시하고 싶다고 해서 후나즈씨가 대학과 교섭해서 "영구 무상 대여, 반환 요구 없음"을 조건으로 귀향과 전시가 실현되었다. 이 에어쇼에서는 네20과 함께 4식 전투기(四式戦闘機)도 반환을 전제로 시범 비행하는 것이 실현되었다. 그 후 네20은 이시카와지마 하리마 중공업(IHI)에서 분해 및 정비가 되어 양호한 상태로 보관되고 있다. 일본에서는 이 엔진을 시운전할 생각이 있었지만, 분해 검사중에 터빈에 금이 간 것이 밝혀져 단념하지 않을 수 없었다. 현재는 IHI 미래관의 주요 전시물로 전시돼 있다. 이 엔진의 부품이 모두 오리지널은 아니거 일부는 크라이슬러 자동차가 시험할 때 장착된 미국제 부품이 섞여 있다.

## 같이 보기
- 록히드 P-80 슈팅스타
- 글로스터 미티어
- 하인켈 He 280
- 메서슈미트 Me 262